# Gundel János (vendéglős)
Gundel János (Ansbach, Bajorország, 1844. március 3. – Budapest, 1915. december 28.) magyar vendéglős, a híres gasztronómiai dinasztia alapítója, a Ferencz József-rend lovagja, 1876-tól 1911-ig a Budapesti Szállodások, Vendéglősök és Korcsmárosok Ipartársulatának elnöke és a Budapest-Deák téri ág. hitv. evangélikus testvéregyházak közgondnoka.

## Élete
Eredeti neve: Johann Adam Michael Gundel volt. Apja, Gundel János, ansbachi polgár, anyja, Schwartz Anna volt. Tízéves korában pékmester apja meghalt. 1855-ben az ansbachi Mezőgazdasági és Ipariskolában kezdett tanulni. Édesanyja és mostohaapja nem sokáig tudta taníttatását fedezni. 1857-ben barátaival Magyarországra ment.

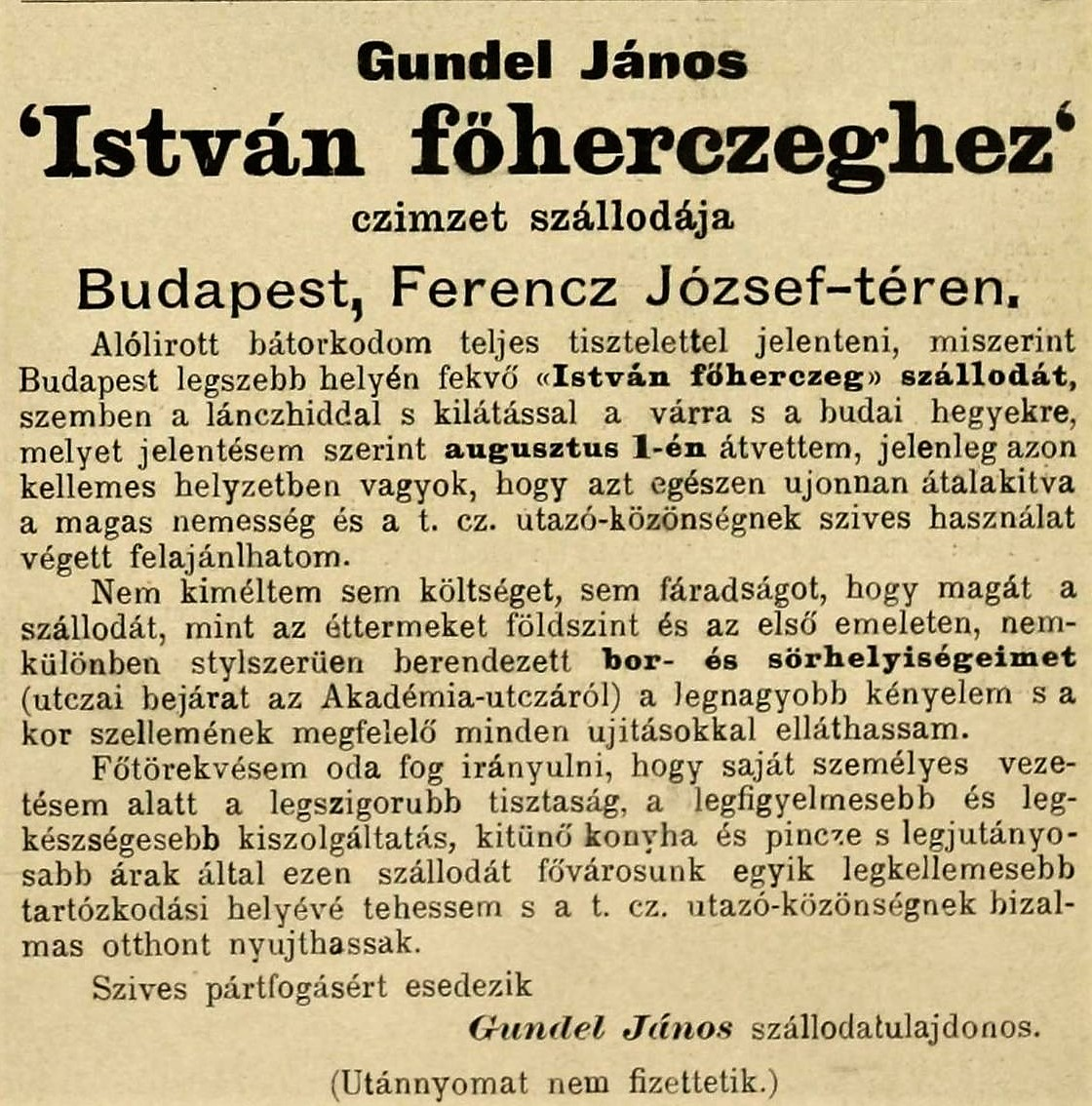
Megnyitási jelentés. Gundel János 'István föherczeghez czimzet szállodája, 1889 szeptember 29

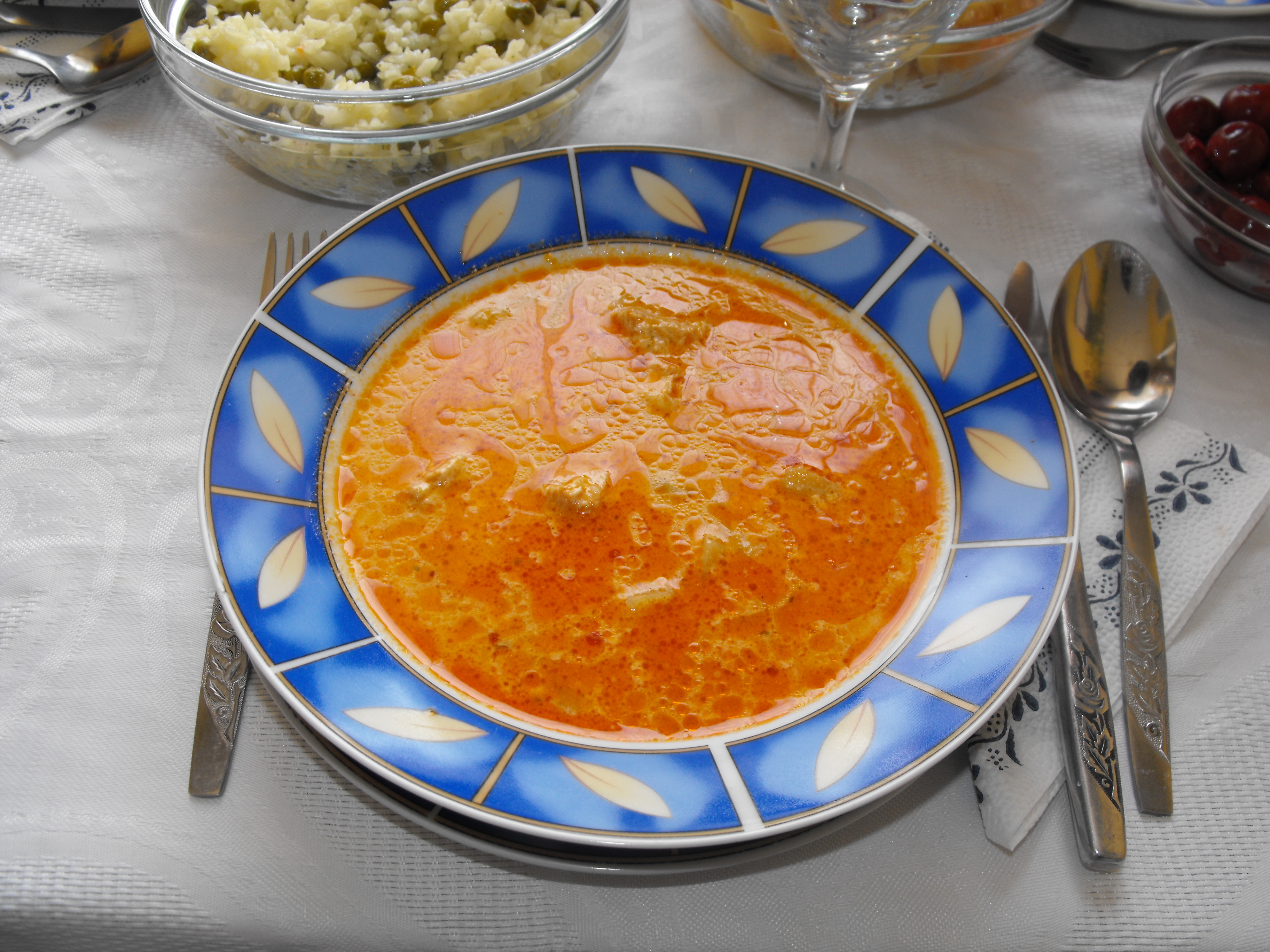
Egy tányér palócleves

Mostohaapja sógoránál, Gärtner György budai vendéglősnél állt munkába, mint pikoló fiú. 1857-ben a pesti Téli Sörházban pincérkedett, majd 1858-ban a híres Arany Sas fogadóba került.
1869-ben, felesége hozományából megvette a Király utcában található Bécsi Sörházat. Az étterem specialitása a bécsi tányérhús (Tafelspitz), a bécsi szelet, a szalontüdő és az osztrák sör volt.
Gundel két év múlva megvette a  „Virágbokor” (Blumenstöckl)  vendéglőt, és nyolc évig vezette azt. Törzsvendégei lettek híres művészek, nyelvészek, egyetemi tanárok és politikusok is, többek között Lotz Károly, Liszt Ferenc, Mikszáth Kálmán, Szilágyi Dezső, Tisza Kálmán, Tisza István.
1875-ben megvette az Erzsébet Királyné szállodát is.
1876-ban a Szállodások és Vendéglősök Ipartársulatának elnöke lett. 1882-ben a fővárosi törvényhatósági bizottság tagjává választották. 1885-ben megkapta a Ferencz József-rend lovagkeresztjét. 1900-ban a párizsi világkiállításon ezüstéremmel jutalmazták.
„…minthogy nem voltak gyerekei, csinos vagyont gyűjtött, visszavonult az üzlettől, akképpen gondolkodván: – adtál uram elég pénzt, de nem adtál hozzá gyereket, hát minek törjem magam? Csakhogy a gondviselés is leleményes és megtréfálta Gundel urat. A munka ezres bankókat hozott neki. A pihenés aztán meghozta a gyermekeket oly szép számmal, hogy most már megint így gondolkodott magában: – Adtál uram elég gyereket, de nem adtál hozzájuk elég pénzt. Minélfogva ismét visszavágyott az üzlethez, vagyonát megsokszorozni és erős magyarokat nevelni gyerekeiből. Az István főherczeg szállodát bérelte ki…” – (Mikszáth Kálmán)
Gundel János kreációja a Palócleves, mely zöldbabos ürüleves tejföllel habarva, és bőven kaporral ízesítve, amit Mikszáth Kálmán, a „nagy palóc” tiszteletére alkotott. Mikszáth Kálmán azt kérte, hogy Gundel olyan levessel lepje meg, amilyet még sosem evett.
Nem is úgy érzem magam, mint egy vendéglős, aki pénzért ételt és italt árul, hanem mint vendéglátó magyar házigazda, akinek a házát megtisztelték vendégei látogatásukkal.

## Házassága és leszármazottjai
Az ágostai hitvallású Gundel János 1869. április 28.-án feleségül vette a pesti belvárosi plébánián a római katolikus polgári Kommer Anna Katalin Evelint (Pest, Lipótváros, 1851. december 27.–Budapest, 1920. december 12.), akinek a szülei Kommer Antal (1818–1901), pesti vendéglős, és Lichter Katalin voltak. Gundel János és Kommer Anna házasságából öt gyermek született, amelyek közül Gundel Károly folytatta a vendéglős szakmát, aki 1910-ben bérbe vette a városligeti Wampetics vendéglőt, a mai Gundel étterem elődjét. 13 unokája született köztük Gundel Katalin, Gundel Endre, Gundel Ferenc, Gundel Imre, 26 dédunokája között van  Latinovits Zoltán, Bujtor István, Frenreisz Károly és megszámlálhatatlan ükunokájának egyike Gundel Takács Gábor.
Elhunyt 1915. december 28-án, hajnali 3 órakor, életének 72., házasságának 47. évében, örök nyugalomra helyezték a Kerepesi úti temetőben 1915. december 31-én pénteken délután az ág. evang. egyház szertartása szerint a családi sírboltba.

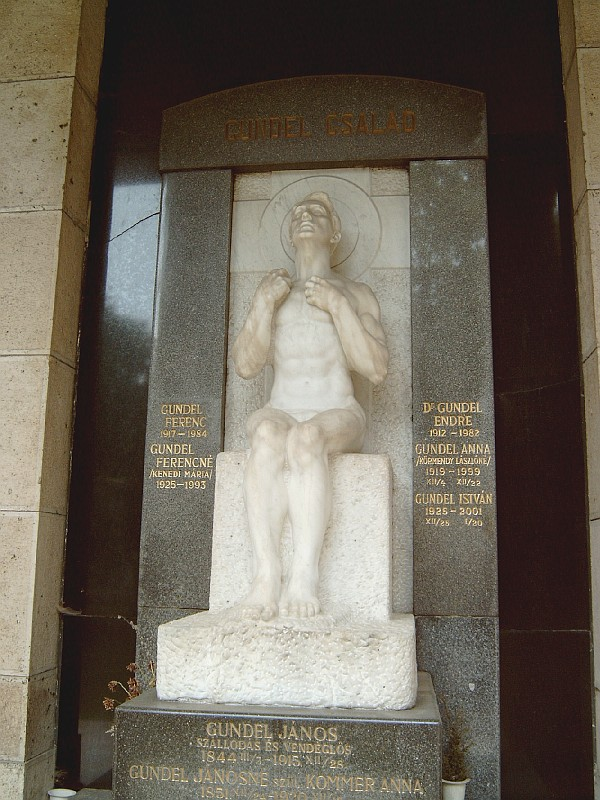
A Gundel család sírja Budapesten. Kerepesi temető: Á. B. 26. Gách István Lipót alkotása.

## Egyesületi tagságai
- Fővárosi bizottsági tag
- A Szállodások és vendéglősök ipartársulatának díszelnöke
- Az első magyar részvény-serfőzde igazgatósági tagja